# Abraxas flavobasalis
Abraxas flavobasalis är en fjärilsart som beskrevs av John Henry Leech 1897. Abraxas flavobasalis ingår i släktet Abraxas och familjen mätare. Inga underarter finns listade i Catalogue of Life.